# Li Leyi
Li Leyi (chinesisch 李乐毅, Pinyin Lǐ Lèyì; * 1937) ist ein chinesischer Linguist.
Sein bekanntestes Werk ist die Entwicklung der chinesischen Schrift, am Beispiel von 500 Schriftzeichen (chinesisch 汉字演变五百例, Pinyin Hànzì yǎnbiàn wǔbǎi lì, englisch Tracing the Roots of Chinese Characters: 500 Cases).
Das Buch behandelt 500 chinesische Zeichen, alphabetisch geordnet nach der Pinyin-Romanisierung. Die Entwicklung jedes Zeichens wird in verschiedenen Stufen dargestellt, von Orakelknochen-Einritzungen über Bronze-Inschriften, kleine Siegelschrift, reguläre Schrift, Grasschrift bis zur Freistil-Kalligraphie. 

## Schriften
- Entwicklung der chinesischen Schrift, am Beispiel von 500 Schriftzeichen. CBT China Book Trading (chinesisch 北京语言大学出版社, Pinyin Běijīng yǔyán dà xué chū bǎn shè), Peking, 1993, ISBN 978-7-5619-0206-6.

| Personendaten    | Personendaten         |
| ---------------- | --------------------- |
| NAME             | Li Leyi               |
| ALTERNATIVNAMEN  | 李乐毅; Lǐ Lèyì       |
| KURZBESCHREIBUNG | chinesischer Linguist |
| GEBURTSDATUM     | 1937                  |